# خاندان تایاسو توکوگاوا

مون خاندان

خاندان تایاسو توکوگاوا (به ژاپنی: 田安徳川家 たやすとくがわけ)، شاخه‌ای از خاندان توکوگاوا، گوسانکیو است. آن را به سادگی خاندان تایاسو نیز می‌نامند. بنیان‌گذار این خانواده، توکوگاوا مونه‌تاکه، پسر دوم توکوگاوا یوشیمونه، هشتمین شوگون از شوگون‌سالاری توکوگاوا بود، و اگر خانواده شوگون‌سالاری توکوگاوا جانشینی نداشتند، این خاندان صلاحیت صدور جانشینی را به همراه دو خانواده دیگر گوسانکیو داشت.